# Des Moines Township (comté de Lee, Iowa)
Des Moines Township est un township du comté de Lee en Iowa, aux États-Unis,.
Il est fondé en 1841, sous le nom d'Ambrosia Township, puis rebaptisé sous son nom actuel en 1842.

## Source de la traduction
- (en) Cet article est partiellement ou en totalité issu de l’article de Wikipédia en anglais intitulé « Des Moines Township, Lee County, Iowa » (voir la liste des auteurs).